# Condado de Istria
El condado de Istria (en croata: Istarska županija, en italiano: Istria) es un condado croata, cuyos idiomas oficiales son el croata y el italiano. La población del condado era de 206 344 habitantes en 2001. Su centro administrativo es la ciudad de Pazin/Pisino.

## Ciudades y municipios
El condado de Istria está dividido en 10 ciudades y 31 municipios:

### Ciudades
- Pula (Pola)
- Pazin (Pisino)
- Poreč (Parenzo)
- Buje (Buie)
- Buzet (Pinguente)
- Labin (Albona)
- Novigrad (Cittanova)
- Rovinj (Rovigno)
- Umag (Umago)
- Vodnjan (Dignano)

### Municipios
- Bale
- Barban
- Brtonigla
- Cerovlje
- Fažana
- Funtana
- Gračišće
- Grožnjan
- Kanfanar
- Karojba
- Kaštelir-Labinci
- Kršan
- Lanišće
- Ližnjan
- Lupoglav
- Marčana
- Medulin
- Motovun
- Oprtalj
- Pićan
- Raša
- Sveta Nedelja
- Sveti Lovreč
- Sveti Petar u Šumi
- Svetvinčenat
- Tar-Vabriga
- Tinjan
- Višnjan
- Vižinada
- Vrsar
- Žminj.